# Єгоров Афанасій Юхимович
Афанасій Юхимович Єгоров (1881—1957) — учасник Білого руху на Півдні Росії, начальник штабу 1-го армійського корпусу, генерал-майор.

## Біографія
Син відставного вахмістра. Уродженець Чернігівської губернії. Освіту здобув у Чернігівському міському 3-класному училищі.
У 1900 році закінчив Чугуївське піхотне юнкерське училище, звідки був випущений підпрапорщиком у 125-й піхотний Курський полк. З початком російсько-японської війни, 10 червня 1904 року переведений до 312-го піхотного Березинського полку, а 7 липня того ж року — до 146-го піхотного Царицинського полку. За бойові відзнаки був нагороджений орденом Св. Анни 4-го ступеня з написом «за хоробрість». 27 червня 1905 року переведений до 39-го Східно-Сибірського стрілецького полку, був переведений в чин поручника. 29 червня 1906 року переведений до 25-го Східно-Сибірського стрілецького полку, а 23 березня 1908 року — до 167-го піхотного Острозького полку. Зроблено у штабс-капітанах 10 жовтня 1909 року. 9 серпня 1910 року переведений до 165-го піхотного Луцького полку. 
У 1914 році закінчив 2-й клас Миколаївської військової академії, проте з початком мобілізації був відряджений у свою частину. Підвищений до капітана 20 січня 1915 року «за вислугу років». 14 липня 1916 року переведений у Генеральний штаб із призначенням старшим ад'ютантом штабу 33-го армійського корпусу. 5 січня 1917 призначений старшим ад'ютантом штабу 2-ї Заамурської прикордонної піхотної дивізії.
В 1918 році проживав у Чернігові. З 22 вересня 1918 вступив до Добровольчої армії, був призначений в. о. штаб-офіцера для доручень при штабі 1-го армійського корпусу. 10 березня 1919 призначений начальником штабу 3-ї Кубанської козацької дивізії, а 6 листопада того ж року — начальником штабу 2-го Кубанського корпусу. Перебував в Російській армії — до Кримської евакуації, восени 1920 — начальник штабу 1-го армійського корпусу.
Емігрував до Югославії. У роки Другої світової війни служив у Російському корпусі. З 8 жовтня 1941 був командиром 1-го юнкерського батальйону 1-го полку, з 23 жовтня — командиром 2-го полку. 4 січня 1942 був звільнений від служби через хворобу, а 30 листопада того ж року призначений на службу командиром караульної роти штабу корпусу. Помер в еміграції у 1957 році.

## Нагороди
- Орден Святої Анни 4 ст. з написом «за хоробрість» (1905)
- Орден Святого Володимира 4 ст. з мечами та бантом (1915)
- Орден Святого Станіслава 2 ст. з мечами (1915)
- Орден Святої Анни 3 ст. з мечами та бантом (1915)
- старшинство в чині капітана з 1 вересня 1910 року (1916)